# Mong Hsat District
Mong Hsat District är ett distrikt i Myanmar.   Det ligger i regionen Shanstaten, i den östra delen av landet, 300 km öster om huvudstaden Naypyidaw.